# Marija Jambrišak
Marija Jambrišak (Karlovac, 5. rujna 1847. – Zagreb, 23. siječnja 1937.), bila je hrvatska prosvjetiteljica, književnica i borkinja za prava i školovanje žena. Bila je istaknuta članica Hrvatskog pedagoško-književnog zbora i Udruge učiteljica kraljevina Hrvatske i Slavonije.

## Životopis
Nakon smrti oca, Marija Jambrišak sa šest godina seli s obitelji iz Karlovca u Zagreb. Završila je dvogodišnju učiteljsku školu kod Sestara milosrdnica sv. Vinka Paulskoga u Zagrebu 1863., a učiteljsku praksu u samostanu uršulinki 1864. – 1865. u Varaždinu. Nakon položenog učiteljskog ispita, 1867. počinje raditi u Krapini kao učiteljica. Školovala se i na Bečkom pedagogiumu, gdje je bila prva i u to vrijeme jedina studentica, a o njenom interesu za školovanje puno govori i činjenica da se često odricala hrane i drugih osnovnih potreba kako bi nabavila udžbenike. U članku “Kakva je naša djevojačka škola i je li opravdana želja za njezinom reformom?” kritizirala je slabu obrazovanost djevojaka, posebno onih iz siromašnih obitelji. Pomno je pratila razvitak ženskog pokreta i ženskog školstva u Europi te domaću i inozemnu literaturu na temu odgoja i obrazovanja djevojaka.
Na prvoj općoj učiteljskoj skupštini 25. kolovoza 1871. u staroj kazališnoj zgradi na trgu svetog Marka u Zagrebu zatražila je jednake plaće za učiteljice i učitelje. Bio je to prvi put u Hrvatskoj da je žena javno istupila tražeći izjednačavanje plaća i radnih uvjeta za žene i muškarce.
Zahvaljujući njenim dugogodišnjim nastojanjima, te uz podršku predstojnika Odjela za bogoštovlje Izidora Kršnjavog, u listopadu 1892. počeo je s radom Privremeni ženski licej u Zagrebu - preteča ženske gimnazije i prva državna ženska škola u cijeloj Austro-Ugarskoj.
Zajedno s Jagodom Truhelkom, u svibnju 1896. objavila je proglas u kojem traži osnivanje Udruge učiteljica kraljevina Hrvatske i Slavonije. To je i ostvareno 1902. godine, kada je uz podršku Hrvatskog pedagoško-književnog zbora pokrenut Klub učiteljica s učiteljicom i književnicom Milkom Pogačić na čelu. Osim toga, Jambrišak i Truhelka 1900. pokrenule su i uređivale prvi časopis za ženu i obitelj u Hrvatskoj, Na domaćem ognjištu (kasnije Domaće ognjište).

## Nasljeđe
Na Gornjem gradu u Opatičkoj ulici nalazi se Učenički dom Marije Jambrišak, osnovan kao ženski internat 1900. godine na inicijativu Marije Jambrišak i Margite Khuen-Hedervary sredstvima prikupljenim u spomen tragično preminule Elizabete Austrijske. Na pročelju zgrade u ulici Jurja Žerjavića 8, gdje je Jambrišak živjela dugi niz godina, nalazi se reljef s njenim likom koji je 1939. izradila kiparica Ksenija Kantoci. Na Trgu Katarine Zrinske na Gornjem gradu, na pročelju bivše VI. ženske gimnazije, nekoć se nalazila spomen-ploča posvećena Mariji Jambrišak kao osnivačici škole te profesoricama i učenicama žrtvama ustaškog režima. Marija Jurić Zagorka u svojoj je knjizi pisala kako je njena ideja o odgoju glasila Od srca k srcu. Samo ovako može čovjek između učitelja i đaka najužu vezu, a to je temelj prave pedagogije. Smatra se jednom od najboljih hrvatskih pedagoginja.

## Djela
- O pristojnom vladanju, Zagreb,1896.
- Znamenite žene iz priče i poviesti. Prvi dio, Naklada Mučnjaka i Senftlebeila, Zagreb, 1885.
- Znamenite žene iz priče i poviesti. Drugi dio, Naklada Mučnjaka i Senftlebena, Zagreb, 1887.

## Nagrade i priznanja
- 1883.: Nagrada iz zaklade Ivana N. grofa Draškovića, za djelo Znamenite žene iz priče i poviesti. Prvi dio.
- 1885.: Nagrada iz zaklade Ivana N. grofa Draškovića, za djelo Znamenite žene iz priče i poviesti. Drugi dio.
- 1906.: odlikovana je Zlatnim križem za zasluge
- 1908.: odlikovana je križem Pro Ecclesia et Pontifice[5]